# Bahr el Ghazal (rzeka)
Bahr el Ghazal (arab. ‏بحر الغزال‎) – rzeka w zachodniej części Sudanu Południowego. Jego nazwa w tłumaczeniu na język polski to „rzeka gazeli”.
Bahr el Ghazal jest głównym zachodnim dopływem Nilu. Przepływa przez Jezioro No, by następnie ujść do Białego Nilu. Po raz pierwszy została umieszczona na mapach w roku 1772 przez francuskiego geografa Jean Baptiste Bourguignon d’Anville’a, aczkolwiek była już powierzchownie znana greckim logografom w starożytności.
Bahr el Ghazal tworzy połączenie rzek Jur i okresowej Bahr al-Arab. Ich zlewisko rozciąga się na obszarze 851 459 km² i sięga od granic Republiki Środkowoafrykańskiej po pustynny region Darfuru.
Długość Bahr al Ghazal wynosi 716 km. Zlewnia samej rzeki ma powierzchnię 520 000 km², jednak średni przepływ wynosi zaledwie 2 m³/s. W dolnym biegu rzeka przepływa przez bagienne obszary zwane Sudd. W zależności od klimatycznych zmian sezonowych przepływ sięga od zera do 48 metrów sześciennych na sekundę.